# 廷德利峰
71°18′S 67°26′W / 71.300°S 67.433°W
廷德利峰（英語：Tindley Peaks），是南極洲的山峰，位於帕爾默地的賴米爾海岸，處於克里斯蒂峰和麥克阿瑟冰川之間，屬於巴特比山脈的一部分，海拔高度約760米，現時由南極條約體系管理。